# کاسیمیرو مونته‌نگرو فیلهو
کاسیمیرو مونته‌نگرو فیلهو (انگلیسی: Casimiro Montenegro Filho؛ ۲۹ اکتبر ۱۹۰۴ – ۲۶ فوریهٔ ۲۰۰۰) فرد نظامی اهل برزیل بود. وی همچنین برندهٔ جوایزی همچون مدرک افتخاری شده‌است.